# Dischidia vadosa
Dischidia vadosa är en oleanderväxtart som beskrevs av R.E. Rintz. Dischidia vadosa ingår i släktet Dischidia och familjen oleanderväxter. Inga underarter finns listade i Catalogue of Life.